# Plika
Plika – wieś położona w estońskiej gminie Otepää.
Według spisu ludności z 2021 roku wieś Plika miała 25 mieszkańców.

## Etymologia
Nazwa wsi prawdopodobnie wywodzi się z języka łotewskiego, a dokładniej od żeńskiej formy słowa pliks (plika), które oznacza "nagi", "otwarty".